# Annaei
Les Annaei (singulier: Annaeus) sont les membres de la gens romaine Annaea, une famille plébéienne à Rome au Ier siècle av. J.-C. et aux premiers siècles de l'Empire.
Les membres de cette gens se distinguaient par leur amour des activités littéraires. Plusieurs membres de la famille ont été victimes des divers complots et intrigues de la cour de Néron, y compris la conspiration de Gaius Calpurnius Piso.

## Origine
Lucius Annaeus Seneca, le premier des gens dont nous ayons une connaissance précise, était originaire de Corduba dans la province d' Hispanie Ulterior. Cependant, son nom et ceux de ses descendants sont clairement de caractère romain, affirmant que la famille descendait de colons romains et n'était pas originaire d'Espagne. Chase classe le nomen parmi ceux dérivés à l'origine de noms se terminant par -aes, principalement d'origine ombrienne ou paelignienne. Les Paeligni étaient un peuple osque du centre de l'Italie. Les Ombriens parlaient une langue distincte, mais étroitement liée. Statius Annaeus, un ami de la famille à Rome, pourrait bien avoir été un parent, et son praenomen soutient la théorie selon laquelle les Annaei étaient d'origine osque ou ombrienne.

## Praenomina
Les seuls praenomina associés aux Annaei sont Lucius, Marcus, Gaius et Statius. Les trois premiers étaient les praenomina latines les plus courantes, tandis que Statius était généralement associé aux étrangers, aux esclaves et aux affranchis à Rome. Comme on ne sait rien de l'origine du médecin Statius Annaeus, il est possible qu'il fût un affranchi et que Statius n'ait pas été régulièrement utilisé par la famille. Cependant, si les Annaei étaient d'origine oscane ou ombrienne, Statius aurait pu être un nom de famille.

## Branches et cognomina
Les Annaei ne semblent pas avoir eu de branches distinctes, mais, suivant une tendance qui s'est produite tout au long de l'époque impériale, chaque enfant de l'aîné Sénèque portait un cognomen différent, y compris les noms de famille Novatus, Seneca et Mela ou Mella. Le fils d'Annaeus Mela a reçu le cognomen Lucanus, en l'honneur de son grand-père, Anicius Lucanus, un éminent avocat à Corduba. Ce nom de famille faisait à l'origine référence à un natif de Lucanie. Un affranchi des Annaei portait le cognomen Cornutus. Le nom de famille Florus, "brillant", a été utilisé par un poète du deuxième siècle, et peut-être aussi un historien de la même période, bien qu'il soit incertain s'il était réellement membre de cette gens.

## Membres
- Gaius Annaeus C. f. Brocchus, un sénateur de 73 av. J.-C., avait probablement été édile. Il fut victime de Symmaque, un des Venerii, nouvelle classe de publicani instituée par Verres[b 1],[a 1],[6].

### Annaei Seneca
- Lucius Annaeus Seneca, (v. -58/3 - 39/40), rhéteur et originaire de Corduba en Hispanie Ulterior, connu sous le nom de Sénèque l'Ancien .
  - Lucius Iunius Gallio Annaeaus, (v. -5 - 5/65), consul suffect en 56, fils adoptif de Lucius Iunius Gallio;
    - (Annaea) Novatilla, (v. 20 - ap. 41);

  - Lucius Annaeus Seneca, (-4/3 - 5/65), consul suffect en 56;
    - Marcus (Annaeus), (v. 25 - av. 41);
    - (Annaeus), (v. 30/5 - v. 41);

  - Marcus Annaeus Mela , (v. 1 - 66), chevalier romain, procurateur;
    - Marcus Annaeus Lucanus, (3/11/39 - 30/4/65), et célèbre poète du temps de Néron.

### Autres
- Statius Annaeus, un ami du jeune Sénèque et un médecin qui a aidé Sénèque à deux tentatives de suicide[a 2].
- Lucius Annaeus Cornutus, affranchi de Sénèque et commentateur notable d' Aristote, exilé par l'empereur Néron en 68 apr. J.-C.
- Lucius Annaeus Florus, l'un des nombreux noms attribués à l'auteur d'une histoire de Rome, de la fondation de la ville à l'époque d' Auguste.
- Annaeus Florus, un poète qui a prospéré à l'époque de l'empereur Hadrien.
- Marcus Annaeus Syriacus, gouverneur de l'Égypte de 161 à 164[7].

## Pour approfondir